# Metacinia
Physula là một chi bướm đêm thuộc họ Noctuidae.